# Resistività di superficie
La resistività di superficie, o resistività superficiale, è una grandezza che caratterizza le proprietà di conduzione elettrica, in particolare per campioni bidimensionali o quasibidimensionali, che hanno cioè lo spessore H molto minore della larghezza W e della lunghezza L. Esempi di questi sistemi sono i wafer di semiconduttori, e in generale i film sottili.
Questa grandezza è data da
{\displaystyle R_{s}=R{\frac {W}{L}}={\frac {\rho }{H}}}
dove {\displaystyle \rho } è la resistività.
Nell'ultimo passaggio è stata usata la seconda legge di Ohm
{\displaystyle R=\rho {\frac {L}{HW}}}.
L'unità di misura della resistività superficiale, nel Sistema Internazionale, è l'ohm (Ω).
Oltre agli ohm, si usano spesso come unità gli "ohm per quadrato" (indicati con "Ω/sq" (square) o " Ω/◻"), dimensionalmente uguale agli ohm, ma usati solo per la resistenza di superficie, per evitare fraintendimenti. In queste unità, il numero di quadrati di materiale è dato dal rapporto L/W. Ad esempio, un pezzo di materiale con resistenza di superficie Rs, lungo 3 mm e largo 1 mm, ovvero 3 quadrati, avrà resistenza 3Rs.
La resistività superficiale si misura direttamente con la misura a quattro terminali o il metodo di van der Pauw.